# Mohamed Mahjoub
Pour les articles homonymes, voir Mahjoub.
Mohamed Mahjoub est un footballeur marocain né le 24 août 1924 à Casablanca et mort en 1994 dans la même ville. Il évolue au poste d'attaquant de la fin des années 1940 au milieu des années 1950. Son frère Abderrahman Mahjoub est également footballeur professionnel.

## Biographie
Il dispute dix-huit rencontres pour douze buts inscrits avec l'Olympique de Marseille puis, rejoint en 1950 le SO Montpellier. Il ne reste que deux mois dans ce club puis signe au Real Santander. Il retourne en 1953 au Wydad Casablanca.